# Les Femmes du 6e étage
Les Femmes du 6e étage is een Franse film van Philippe Le Guay die werd uitgebracht in 2011.

## Verhaal
Parijs, 1962. Jean-Louis Joubert, een succesvolle effectenhandelaar van middelbare leeftijd, woont samen met zijn vrouw Suzanne en zijn twee zonen in een luxe appartement van het flatgebouw dat hij bezit in het chique 16e arrondissement. Hij is een kleurloze man die zijn makelaarskantoor rigoureus leidt. Zijn arrogante zonen zitten op internaat, en het huishouden wordt beredderd door een Bretonse dienstmeid. Zo heeft zijn stijve en ietwat oppervlakkige vrouw alle tijd van de wereld voor zichzelf en haar mondaine vriendinnen.
Op een dag neemt de dienstmeid misnoegd ontslag. De Jouberts nemen de Spaanse Maria als nieuwe meid in dienst. Net als haar vriendinnen, allemaal Spaanse dienstmeiden, betrekt ze een kamertje op de zesde verdieping van het flatgebouw van de Jouberts. Jean-Louis ontdekt in welke povere omstandigheden de meiden leven als hij toevallig verneemt dat hun toilet stuk is. Hij gaat samen met een loodgieter kijken, en laat een en ander herstellen. Een armzalige maar vooral wondere en vrolijke wereld gaat voor hem open. Hij komt onder de indruk van de borrelende levenskracht, de eenvoud en de solidariteit van die Spaanse vrouwen. Meer en meer begint hij hun leefwereld op te zoeken. Hij raakt ook gecharmeerd door de mooie Maria.  

## Rolverdeling
| Acteur               | Personage                                                      |
| -------------------- | -------------------------------------------------------------- |
| Fabrice Luchini      | Jean-Louis Joubert, een wisselagent                            |
| Natalia Verbeke      | María González, de nieuwe Spaanse meid van de familie Joubert  |
| Sandrine Kiberlain   | Suzanne Joubert, de echtgenote van Jean-Louis                  |
| Carmen Maura         | Concepción Ramírez, een Spaanse meid en de tante van María     |
| Lola Dueñas          | Carmen, de communistische Spaanse meid                         |
| Berta Ojea           | Dolores Carbalán, een Spaanse meid                             |
| Audrey Fleurot       | Bettina de Brossolette                                         |
| Annie Mercier        | de conciërge                                                   |
| Michèle Gleizer      | Germaine Le Bronec'h, de Bretoense meid van de familie Joubert |
| Philippe du Janerand | de gevolmachtigde van Jean-Louis                               |